# Contea di Minqing
La contea di Minqing (闽清县S, Mǐnqīng XiànP) è una contea della Cina, situata nella provincia del Fujian.